# 与多王
与多王（よたのおおきみ、生没年不詳）は、飛鳥時代の皇族。弘文天皇（大友皇子）の皇子。大友与多王ともいう。園城寺（三井寺）の開基とされる伝承的人物。
三井寺の伝承によれば、朱鳥元年（686年）、与多王は父の菩提を弔うため自らの「田園城邑（田畑屋敷）」を投げ打ち寺の建立を発願し、天武天皇は「園城寺」の勅額を与えたとされる。
また父の大友皇子を、膳所にある茶臼山古墳の丘上に秘かに葬ったという伝承が伝えられている。大津市西の庄にある法傳寺（開基は天智天皇）の第4世住職として入寺したとされる。
与多王は日本書紀には名が見られないが、『本朝皇胤紹運録』に「大友皇子-与多王（大友賜姓）-都堵牟麿-黒主」との系図を掲げる。また前述の法傳寺には平安時代または室町時代作と推定される与多王像（木像僧形神像坐像）が残されている。大友氏は近江国滋賀郡の渡来系豪族であり、大友皇子の資養氏族と考えられ、与多王の子孫を称するなど伝承に深くかかわったものと思われる。